# Ali Lukunku
Maboula Ali Lukunku (* 14. April 1976) ist ein ehemaliger kongolesischer Fußballspieler, der auch einen französischen Pass besitzt.

## Karriere
Lukunku begann seine Profikarriere im Jahr 1997 beim französischen Club AS Monaco. Nach insgesamt fünf Jahren im Fürstentum Monaco begann seine Reise durch Europa. In den nächsten fünf Jahren unterschrieb Lukunku bei sechs Vereinen in ganz Europa. Zunächst wechselte er zum belgischen Team Standard Lüttich, von wo seine Reise weiter in die Türkei zu Galatasaray Istanbul ging (2.800.000 € Ablöse). Nach nur einem Jahr wurde er nach Frankreich zum OSC Lille ausgeliehen. Danach wechselte der Kongolese für 1.000.000 € zu KAA Gent erneut nach Belgien. Hier hatte Lukunku noch zwei weitere Stationen, nämlich bei seinem früheren Arbeitgeber Standard Lüttich sowie beim RAEC Mons.
Im September 2008 wechselte er dann schließlich weiter in die 3. Liga nach Deutschland zum FC Erzgebirge Aue. Sein erstes Spiel im Dress von FC Erzgebirge Aue absolvierte er am 13. September 2008 beim Auswärtsspiel gegen die Stuttgarter Kickers, welches Aue mit 2:1 gewann. Am 21. Spieltag im Spiel gegen Carl Zeiss Jena erzielte Lukunku bei 5:0-Sieg zwischen der 33. und 40. Minute einen Hattrick. Am 15. April 2009 wurde Lukunkus Vertrag beim FC Erzgebirge Aue aufgelöst. Über die Gründe bewahrt der Verein Stillschweigen, jedoch nannte Teammanager Heiko Weber charakterliche Gründe für die Entlassung.
In der Saison 2009/10 spielte er für den RFC Lüttich und beendete danach seine aktive Karriere.